# Matthias Brandt
Matthias Frederik Brandt (ur. 7 października 1961 w Berlinie) – niemiecki aktor. 

## Życiorys
Urodził się w Berlinie jako syn Rut (z domu Hansen) i byłego kanclerza Niemiec Willy’ego Brandta. Karierę rozpoczynał na deskach Oldenburgisches Staatstheater w Oldenburgu w 1985. Ukończył studia aktorskie na Hochschule für Musik und Theater w Hanowerze. 

## Wybrana filmografia

### Filmy
- 2002: Dziewczyny nie płaczą jako Jost, ojciec Kati
- 2004: Bursztynowy amulet jako Konstantin Reichenbach
- 2009: Protektor  jako szef rozgłośni radiowej
- 2010: Nowe szaty cesarza (TV) jako cesarz Friedhelm

### Seriale TV
- 2003: Tatort: Der schwarze Troll jako właściciel zakładu pogrzebowego
- 2003: Tatort: Stirb und werde jako Stefan Gärtner
- 2006: Tatort: Das letzte Rennen jako pracownik
- 2008: Tatort: Der tote Chinese jako Wolf Dieter Hübner
- 2010: Tatort: Absturz jako Christian Peintner
- 2011-2018: Telefon 110 jako Hanns von Meuffels

## Nagrody
- 2006: Bayerischer Fernsehpreis(inne języki)
- 2007: Adolf-Grimme-Preis(inne języki)
- 2008: Deutscher Kritikerpreis(inne języki)
- 2008: Goldene Kamera(inne języki)
- 2010: Deutscher Hörbuchpreis(inne języki)
- 2011: Bambi
- 2012: Bayerischer Fernsehpreis(inne języki)
- 2013: Deutscher Fernsehpreis(inne języki)
- 2014: Deutscher Hörbuchpreis(inne języki)
- 2014: Grimme-Preis(inne języki)
- 2014: Hessischer Fernsehpreis(inne języki)
- 2015: Hans Abich Preis